# 空手道美少女
《空手道美少女》（KG カラテガール）是一部於2011年上映的日本電影，由木村好克導演，武田梨奈主演。

## 概要
演員武田梨奈繼前作高踢少女（ハイキック・ガール!）再度主演電影，且上作電影導演西冬彥擔任動作與腳本監督。也與前作一樣，以動作、特技、CG等手法拍攝動作片，是一部以實踐志向的空手道動作片。

## 登場人物
- 紅彩夏 - 武田梨奈：高校生，以「池上彩夏」這個名字生活。
- 紅菜月 - 飛松陽菜：彩夏的妹妹。失去了小時候的記憶，而被稱做作另一名字「小櫻」。
- 紅達也 - 中達也：彩夏和菜月的父親。
- Kisu - Richard Heselton
- 武藤龍士 - 橫山一敏
- 池上美樹 - 入山法子
- 大橋怜子 - 瀧澤沙織
- 田川周 - 堀部圭亮

## 製作
2011年5月，在英國倫敦舉行的Terracotta電影節中介紹。

### 工作人員
- 企畫 : 日達長夫
- 製作 : 福原英行、倉内均、與田尚志、
     東映Video、亞馬遜Laterna
- 執行製作人 : 加藤和夫、紀伊宗之
- 製片人 : 西冬彦、嶋津毅彦、小川勝廣、若林雄介
- 劇本、動作監督 : 西冬彦
- 攝影 : 相馬大輔（J.S.C）
- 音樂 : 安川午朗
- 美術、裝飾 : 龍田哲兒
- 錄音 : 久連石由文
- 照明 : 三善章譽
- 剪輯 : 村上雅樹
- 後期製作製片人 : 篠田學
- 製片商 : 亞馬遜Laterna、Dub
- 發行: CJ Entertainment Japan、T-Joy
- 導演 : 木村好克

### 音樂
- 主題曲「Ready☆Steady☆Go」（歌:武田梨奈）

## DVD
- KG KARATE GIRL（2011年6月21日、東映）
- KG KARATE GIRL 豪華版（2011年6月21日、東映）

## 外部連結
- 映画「KG」公式サイト （日語）
- 映画「KG」公式ブログ （页面存档备份，存于） - Ameblo （日語）
- オフィシャルツイッター映画「KG」情報 （页面存档备份，存于） - Twitter
- 映画『KG』Official Channel！ （页面存档备份，存于） - YouTube
- Terracotta Film Festival相關情報 （页面存档备份，存于） （英文）
- Karate Girl (KG) Film Business Asia （英文）
- Karate Girl (2011) Movie Review （页面存档备份，存于） （英文）
- allcinema （页面存档备份，存于） （日語）
- 電影旬報[永久] （日語）